# Camp Grohn
Koordinaten: 53° 10′ 0″ N, 8° 39′ 0″ O
Camp Grohn war ein Standort der United States Army in Bremen-Nord nach dem Ende des Zweiten Weltkriegs von 1945 bis 1954.

## Vorgeschichte
Die Luftwaffe der Wehrmacht hatte 1936 begonnen, in Grohn auf dem Gelände eine Flak-Kaserne zu errichten. 1937 bezogen die ersten Soldaten der I. Abteilung des Flakregiments 26 die Kaserne, die 1938 fertiggestellt war.

## Ab 1945

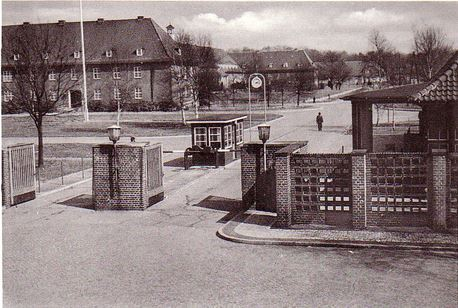
Camp Grohn, Bremen

Nach der bedingungslosen Kapitulation der Wehrmacht übernahm die U.S. Army 1945 den Standort und benannte ihn in Camp Grohn um, nach dem Ortsteil Grohn in Bremen, in dem die Kaserne lag. Bremen bildete eine Enklave der US-Besatzungszone innerhalb der britisch besetzten Zone, auf Englisch Bremen Enclave.
Verschiedene Einheiten der US Army waren im Camp Grohn stationiert, darunter:
- 29th Infantry Division (Mai 1945 bis Januar 1946),
- Teile des 29th Infantry Regiment,
- 307th Replacement Group (von 1952 bis 1955),
- das 311th Infantry Regiment der 78th Infantry Division (von November 1945 bis Mai 1946) und
- Teile des 18th Infantry Regiment der 1st Infantry Division (von Oktober 1946 bis Juli 1948).[3]

Die Amerikanische Kapelle wurde 1947 errichtet.

## DP-Lager
Camp Grohn wurde bis 1951 eins der größten Lager für Displaced Persons (DPs), in dem bis zu 5000 Displaced Persons vor ihrer Auswanderung in die Vereinigten Staaten oder andere Länder untergebracht waren. Das Camp Grohn wurde von der Internationalen Flüchtlingsorganisation (International Relief Organization IRO) betrieben. Ab 1952 wurden Auswanderungswillige über das Sammellager Camp Lesum verschifft und nicht mehr über Camp Grohn.

## Spätere Nutzung
Kurz nach Gründung der Bundeswehr wurde Camp Grohn 1955 an die Bundesrepublik Deutschland übergeben und in Roland-Kaserne umbenannt. Die Kaserne bestand bis 1999, als das Gelände von der damaligen International University Bremen, heute Constructor University, gekauft wurde. Sie nahm dort 2001 ihren Studienbetrieb auf.